# Sword Fishing
Sword Fishing ist ein US-amerikanischer Kurzfilm mit dem berühmten Bogenschützen Howard Hill aus dem Jahr 1939. Hill war auch Produzent des Filmes.

## Handlung
Vor der Küste Kaliforniens will eine Gruppe Fischer Schwertfische fangen. Zu der Gruppe gehört auch Howard Hill, der zu der Zeit beste Bogenschütze. Hill will die Fische mit einem Pfeil erjagen, der mit einer Angelleine verbunden ist, und schafft dies unter großer Bewunderung aller auch.

## Auszeichnungen
1940 wurde der Film in der Kategorie Bester Kurzfilm (One-Reel) für den Oscar nominiert.

## Hintergrund
- Die Uraufführung der Produktion von Warner Bros. fand am 21. Oktober 1939 statt.

- Erzähler des Films war der spätere US-Präsident Ronald Reagan.